# Yimin Machinery Works
Yimin Machinery Works war ein Hersteller von Automobilen aus der Volksrepublik China.

## Unternehmensgeschichte
Das Unternehmen aus dem Bezirk Rongchang der Stadt Chongqing begann 1986 mit der Produktion von Automobilen. Der Markenname lautete Yimin. Die Produktionskapazität betrug 1000 Fahrzeuge im Jahr. Im letzten Produktionsjahr 1993 entstanden 84 Fahrzeuge.

## Fahrzeuge
Norinco hatte einen Prototyp entwickelt. Yimin bot ihn zunächst als SC 720 an. Der viersitzige Kleinwagen wird als gut aussehend beschrieben.
Das Serienmodell YM 7060 hatte einen Zweizylindermotor von Liuzhou mit 644 cm³ Hubraum.